# Ludwig von Doetinchem de Rande

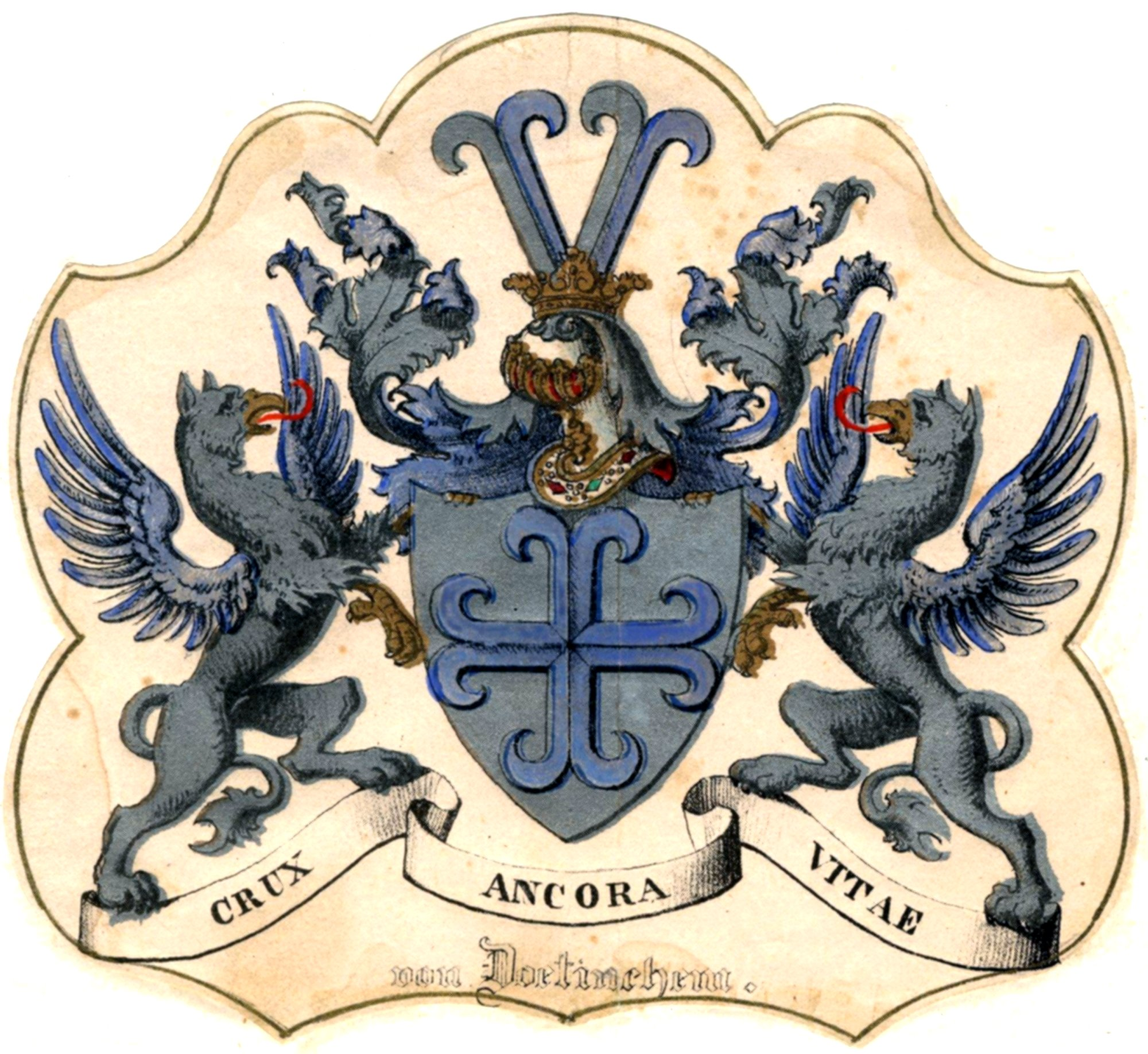
Wappen der Familie von Doetinchem

Ludwig Carl Franz von Doetinchem de Rande (* 4. September 1826 in Pansfelde, Provinz Sachsen; † 13. April 1899 in Sangerhausen) war ein preußischer Landrat und Geheimer Regierungsrat.

## Leben
Er entstammte einer ursprünglich in der Stadt Doetinchem in Gelderland ansässigen Familie und war der Sohn des Gutsbesitzers Klemens von Doetinchem de Rande (1788–1860), Miteigentümer der Güter Memlinck, Elderick und Althof sowie Pächter der Rittergüter Pansfelde und Molmerswende im Harz, und der Johanne Lastrop (1790–1865).
Doetinchem wurde 1862 Amtsnachfolger von Hermann Alfred Julius Freiherr von Werthern aus Brücken (Helme), der seit 1843 preußischer Landrat des Kreises Sangerhausen im Regierungsbezirk Merseburg (Provinz Sachsen) war. Dieses Amt bekleidete Doetinchem de Rande bis zum Jahr 1895. Amtsnachfolger war sein Sohn Werner. Das Landratsamt ließ er in dem von ihm erworbenen Wohnhaus Ulrichstraße 24 in Sangerhausen einrichten. Er war auch Mitglied im Provinziallandtag der Provinz Sachsen. Im Jahr 1889 erfolgte seine Ernennung zum Geheimen Regierungsrat.
Doetinchem heiratete am 6. November 1859 in Sittichenbach Minna Lüttich (* 23. November 1830 in Kloster Donndorf; † 15. Januar 1919 in Sangerhausen), die Tochter des königlich-preußischen Oberamtmannes Karl Lüttich, Domänenpächter in Sittichenbach und Gutsherr auf Gehofen, und der Ida Lüttich (Haus Leimbach). Dieser Ehe entstammen die Söhne Werner von Doetinchem de Rande († 1917), Amtsnachfolger als Landrat in Sangerhausen, und Ludwig von Doetinchem de Rande (1864–1941), der ab 1900 Landrat des Landkreises Ilfeld in der Provinz Hannover wurde.
Er schloss sich während seines Studiums 1848/1849 der Burschenschaft auf dem Burgkeller in Jena an. 1896 erhielt er als Auszeichnung das Fürstlich Schwarzburgische Ehrenkreuz III. Klasse.
1896